# 空挺特科大隊
空挺特科大隊（くうていとっかだいたい、JGSDF Airborne Artillery Battalion）は、陸上自衛隊習志野駐屯地（千葉県 船橋市）に駐屯する陸上自衛隊第1空挺団隷下の野戦特科部隊である。なお、正式な名称は第1空挺団特科大隊である。

## 概要
警備担任区域は千葉県中部である。
本部隊は特科大隊の名称であるが、装備は120mm重迫撃砲の部隊である。現在の陸上自衛隊の主力榴弾砲である155mmりゅう弾砲FH70はヘリによる空輸が難しく、適度に空輸が可能でしかも従来保有していた105mmりゅう弾砲よりも射程が長く口径が大きい砲を必要とする観点から120mm迫撃砲を導入し運用している。
なお、編成当初は輸送機が旧式のC-46であり、107mm迫撃砲の投下しかできなかった。その後、C-1輸送機が配備され105mmりゅう弾砲も投下できるようになり、装備された。

## 沿革
- 1958年（昭和33年）6月25日：第1空挺団新編により、第1空挺団特科大隊が編成完結（編成：大隊本部・本部中隊・2個迫撃砲中隊）。
- 1979年（昭和54年）3月26日：105mmりゅう弾砲×8門が配備。迫撃砲中隊を射撃中隊に改編。
- 1996年（平成08年）3月29日：120mm重迫撃砲が配備。
- 2015年（平成27年）3月26日：第3射撃中隊が新編。

## 部隊編成
- 第1空挺団特科大隊本部
- 本部中隊「空挺団特-本」
- 第1射撃中隊「空挺団特-1」
- 第2射撃中隊「空挺団特-2」
- 第3射撃中隊「空挺団特-3」

## 主要装備
- 120mm迫撃砲 RT
- 重迫牽引車
- 1/2tトラック / 73式小型トラック
- 1 1/2tトラック / 73式中型トラック
- 3 1/2tトラック / 73式大型トラック

- 高機動車
- 89式5.56mm小銃